# 萨伊莱班
萨伊莱班（法語：Sail-les-Bains，法語發音：[saj le bɛ̃]）是法国卢瓦尔省的一个市镇，位于该省西北部，属于罗阿讷区。

## 地理
萨伊莱班（46°14'18"N, 3°50'44"E）面积21.11 平方千米，位于法国奥弗涅-罗讷-阿尔卑斯大区卢瓦尔省，该省份为法国中南部省份，北起顺时针与索恩-卢瓦尔省、罗讷省、伊泽尔省、阿尔代什省、上盧瓦爾省、多姆山省和阿列省接壤。
与萨伊莱班接壤的市镇（或旧市镇、城区）包括：福雷地区蒙泰居埃、于尔比斯、圣马丹代斯特雷欧。
萨伊莱班的时区为UTC+01:00、UTC+02:00（夏令时）。

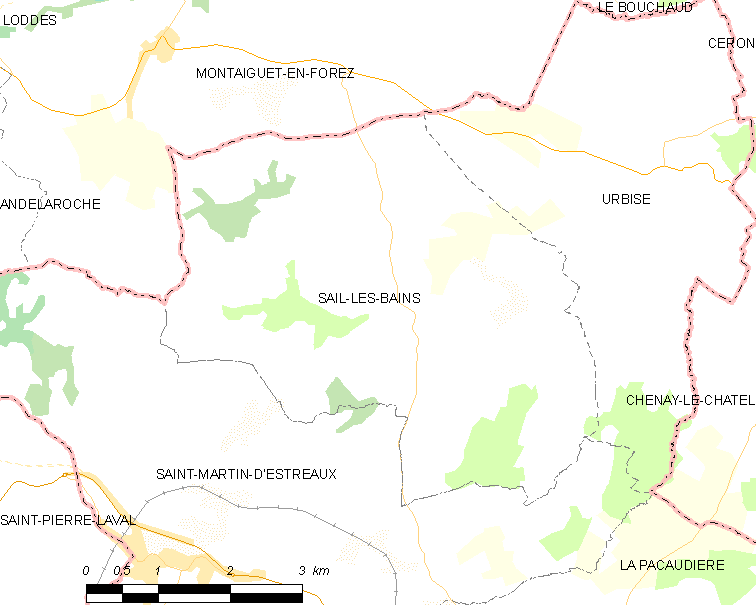
萨伊莱班的OSM定位图

## 行政
萨伊莱班的邮政编码为42310，INSEE市镇编码为42194。

## 政治
萨伊莱班所属的省级选区为勒奈松县。

## 交通
卢瓦尔省省道D46线和D52线在市中心交汇。

## 人口

1962-2008年间萨伊莱班人口变化图示

萨伊莱班于2022年1月1日时的人口数量为208人。